# Алатау (лыжно-биатлонный стадион)
«Алатау» — лыжно-биатлонный комплекс в Алматинской области недалеко от Алматы (Казахстан), построенный к Зимним Азиатским играм 2011 года. В комплексе проводились соревнования по биатлону, лыжным гонкам и лыжному ориентированию.

## Характеристика комплекса
Лыжно-биатлонный комплекс находится в Солдатском ущелье Талгарского района Алматинской области на высоте от 1460 до 1500 метров над уровнем моря. Небольшое расстояние до Алма-Аты и до аэропорта (35–40 км) позволяет обеспечить лёгкий доступ зрителей, спортсменов и организаторов к месту соревнований. Общая площадь комплекса составляет 48 гектаров. Включает в себя также несколько парковочных площадок, вертолётную площадку, рисунок трасс, стрельбище и зоны старта-финиша. Планировка стадионов выполнена по международным стандартам спортивных организаций FIS, IBU.
Комплекс состоит из двух независимых стадионов, соединённых между собой гостиницей и служебным комплексом. Вместимость каждого стадиона составляет 3100 человек, из которых 1800 посадочных и 1300 стоячих мест.
Здания стадионов расположены в центре комплекса, а трассы расположены с учётом возможности одновременного проведения соревнований на обоих стадионах по разным дисциплинам.
Максимальная протяжённость лыжных трасс составляет 10 км, которая состоит из двух независимых кругов 5 км (красная) + 5 км (синяя). Максимальная протяжённость биатлонных трасс — 4 км. Общая протяжённость трасс составляет 14 км.
В мае 2021 года общественной организации "Alma-Qala'21" на территории комплекса было высажено 50 деревьев.

## Соревнования
Лыжно-биатлонный комплекс регулярно принимает соревнования по биатлону и лыжным гонкам республиканского уровня, такие как чемпионаты и кубки Казахстана.
Также комплекс принял ряд международных соревнований:
- 2011 — VII Зимние Азиатские игры
  - биатлон
  - лыжные гонки
  - лыжное ориентирование
- 2014 — Чемпионат Азии по биатлону[9]
- 2017 — 28-я зимняя Универсиада
  - биатлон
  - лыжные гонки
  - лыжное двоеборье (соревнования также проходили на комплексе трамплинов)